# Systemvoraussetzungen
Systemvoraussetzungen oder Systemanforderungen definieren für ein Computerprogramm, welche Hardware und welche Software für den Betrieb erforderlich ist. Oft gibt es die Kategorien Minimal und Empfohlen. 
Werden die Anforderungen unterschritten, dann lässt sich die Software entweder nicht installieren oder sie läuft langsam oder unzureichend.

## Plattform
Als Plattform wird eine konkrete Kombination aus Hard- und Software verstanden. Bei offenen Plattformen können kompatible Architekturen derselben Plattform angehören, wenn die essentielle Software, allen voran das Betriebssystem, ebenfalls darauf läuft. Bei Anwendungssoftware und Computerspielen sind beispielsweise der PC und der Mac verbreitete Plattformen für Personal Computer und Spieleplattformen. Bei Spieleplattformen zählen Spielkonsolen zu geschlossenen Plattformen, die meist in Generationen gezählt werden (etwa PlayStation 2 und PlayStation 3). Plattformen können auch virtuell sein, und meist bleiben nachfolgende Generationen zu einer oder mehreren vorhergehenden Generationen kompatibel (z. B. laufen Windows-Programme meist auch auf einer oder mehreren nachfolgenden Windows-Versionen, ebenso können viele PlayStation-2-Spiele auch auf einer PlayStation 3 gespielt werden).

### Hardwarevoraussetzungen
Hier wird meist der Prozessortyp (beispielsweise die Prozessorarchitektur sowie bestimmte weitere Eigenschaften, etwa, ob es ein Mehrkernprozessor ist), die Größe von Arbeitsspeicher (RAM) und Festplatte („benötigter Festplattenspeicher“) und bei Grafik-intensiven Anwendungen die Hardware-Unterstützung der Grafikkarte (oder GPU) definiert, beispielsweise  DirectX, OpenGL oder Vulkan. Auch die Bildauflösung oder die Mindestgröße des Bildschirms kann festgelegt sein.
Bei rechenintensiven Programmen kann auch die Rechenleistung definiert werden.
Betriebssysteme haben ebenfalls Hardwareanforderungen.

### Softwarevoraussetzungen
Das Betriebssystem (beispielsweise Windows, Mac OS oder Android) und deren Version und Variante (beispielsweise 64-Bit-Architektur, bei x86 ist damit die x64 genannte Architekturerweiterung gemeint) ist die typische Definition. Dabei geht es um die von Programmen verwendeten Programmierschnittstellen, Frameworks und Laufzeitumgebungen, die es teils auch Betriebssystem-übergreifend gibt (wie z. B. Java-Laufzeitumgebungen).
Erforderliche Komponenten wie eine Datenbank, eine Tabellenkalkulation, ein Webbrowser oder ein PDF-Viewer finden sich ebenfalls hier. Neben definierten Laufzeitumgebung sind auch generelle Festlegungen möglich, beispielsweise die Eignung für NAS-Systeme.

## Belege
1. ↑  PC-WELT: Achten Sie auf die Systemvoraussetzungen. 18. März 2005, archiviert vom Original (nicht mehr online verfügbar) am 18. Juni 2021; abgerufen am 10. Januar 2021 (deutsch).
2. ↑  Ressourcen zu Microsoft 365 und Office. Abgerufen am 10. Januar 2021 (deutsch).
3. ↑  Windows 10-Systemanforderungen. Abgerufen am 10. Januar 2021.